# Tilburg (borg)
Tilburg is een waarschijnlijk in de 18e eeuw gebouwde en in 1924, 1925 of 1929 afgebroken veenborg aan de Borgweg onder Scharmer en bij het Foxholsterbosch in de Nederlandse provincie Groningen.
De veenborg stond in de noordelijke, stompe hoek tussen de Borgweg, die naar verluidt is vernoemd naar de aanwezigheid van de borg, en het nieuwe Winschoterdiep. In 1771 woonde er een meier. In 1841 werd het huis bewoond door de Nijmeegse jeneverstoker Pieter van Arnhem en zijn familie. Deze familie stond als zeer kleurrijk bekend en heeft haar naam gegeven aan de Van Arnhemslaan die nog wel bestaat. Bij de borg hoorde ook een bos, het Van Arnhemsbos, dat gerooid werd bij de afbraak van de borg in 1925.
De resten van de Tilburg zouden zijn verwerkt in een dubbele woning aan de Gerrit Imbosstraat 96-98 in Foxhol.